# Ulrikke Eleonore af Danmark
Ulrikke Eleonore af Danmark (svensk: Ulrika Eleonora av Danmark) eller Ulrika Eleonora den ældre (11. september 1656-26. juli 1693) var en dansk prinsesse, der var dronning af Sverige fra 1680 til 1693. Hun var datter af Frederik 3. af Danmark og Sophie Amalie af Braunschweig-Lüneburg og gift med Karl 11. af Sverige.

## Biografi
Ulrika Eleonora blev formælet med Karl XI af Sverige 6. maj 1680. Brylluppet fejredes med stor tarvelighed på gården Skottorp i Halland. Det var kort efter freden i Lund, og giftermålet mellem Karl og Ulrika Eleonora var beregnet til at fremme en svensk-dansk tilnærmelse.
Det blev imidlertid ikke tilfældet, og Ulrika Eleonora kom aldrig til at udøve nogen politisk indflydelse. Ved gavmildhed og velgørenhed blev Ulrika Eleonora elsket i Sverige.
Hun havde sans for de skønne kunster og var begavet. Hun var svag af helbred og døde i en ung alder på slottet Karlberg, dybt savnet af sin gemal.
Ulrika Eleonora den ældre fik syv børn, men fire sønner døde som spæde. De overlevende var Karl (XII), Hedvig Sofie (gift med Frederik 4. af Holsten-Gottorp) og Ulrika Eleonora den yngre.